# 土坎遺址
土坎遺址位於重慶市武隆縣土坎鎮關灘村田壩，文物遺址年代為商周-漢，2009年12月15日列為第二批重慶市文物保護單位。